# Визентал (град)
Визентал (њем. Wiesenttal) град је у њемачкој савезној држави Баварска. Једно је од 29 општинских средишта округа Форххајм. Према процјени из 2010. у граду је живјело 2.540 становника. Посједује регионалну шифру (AGS) 9474176.

## Географски и демографски подаци
Визентал се налази у савезној држави Баварска у округу Форххајм. Град се налази на надморској висини од 310 m. Површина општине износи 45,9 km². У самом граду је, према процјени из 2010. године, живјело 2.540 становника. Просјечна густина становништва износи 55 становника/km².

## Међународна сарадња
| Мјесто    | Држава   | Врста сарадње | Од    |
| --------- | -------- | ------------- | ----- |
| Мисендорф | Аустрија | пријатељство  | 1973. |
| Извор     |          |               |       |